# Strada statale 345 delle Tre Valli
L'ex strada statale 345 delle Tre Valli (SS 345), ora strada provinciale Bresciana 345 delle Tre Valli (SP BS 345), è una strada provinciale italiana che interessa la provincia di Brescia. Il nome deriva dal fatto che la strada mette in comunicazione le tre valli bresciane: Val Trompia, Val Camonica e Val Sabbia.

## Storia
La tratta da Breno al Passo di Croce Domini venne costruita dall'Amministrazione provinciale di Brescia e aperta nel 1932, come parte del nuovo collegamento fra la Val Camonica e la Val Sabbia.
La strada statale 345 venne istituita nel 1962 con il seguente percorso: "Innesto S.S. n. 237 presso Brescia - Val Trompia - Gardone - Passo di Maniva - Passo di Croce Domini - Innesto S.S. n. 42 a Breno."
In seguito al decreto legislativo n. 112 del 1998, dal 2001, la gestione è passata dall'ANAS alla Regione Lombardia che ha provveduto al trasferimento dell'infrastruttura al demanio della Provincia di Brescia.

## Percorso
La strada ha origine sul confine tra la frazione Stocchetta del comune di Brescia (in pratica sul proseguimento di via Triumplina) con Concesio; nel tratto iniziale risale la Val Trompia attraversando numerosi centri abitati quali: Sarezzo, nel cui territorio diparte la SP 3 per Lumezzane (e, successivamente, la Val Sabbia e il Lago di Garda), e Gardone Val Trompia, dove vi sono alcune importanti fabbriche d'armi. In questo tratto la strada è interessata da forte traffico veicolare, soprattutto di mezzi pesanti dovuto alla consistente industrializzazione della zona ed è pertanto quasi tutta a doppia corsia per senso di marcia, salvo alcuni restringimenti all'interno dei centri abitati.
Al termine del comune di Gardone Val Trompia, in particolare dopo la frazione Inzino, la strada assume un andamento tipicamente montano. Dal comune di Marcheno in poi (specie dalla frazione Brozzo), la strada prosegue in netta pendenza.
Dopo l'abitato di San Colombano (frazione di Collio) la pendenza diventa sostenuta con numerose curve e tornanti, passando prima per il passo del Maniva (1664 m s.l.m.) e proseguendo poi per il passo di Crocedomini (1892 m s.l.m.) 

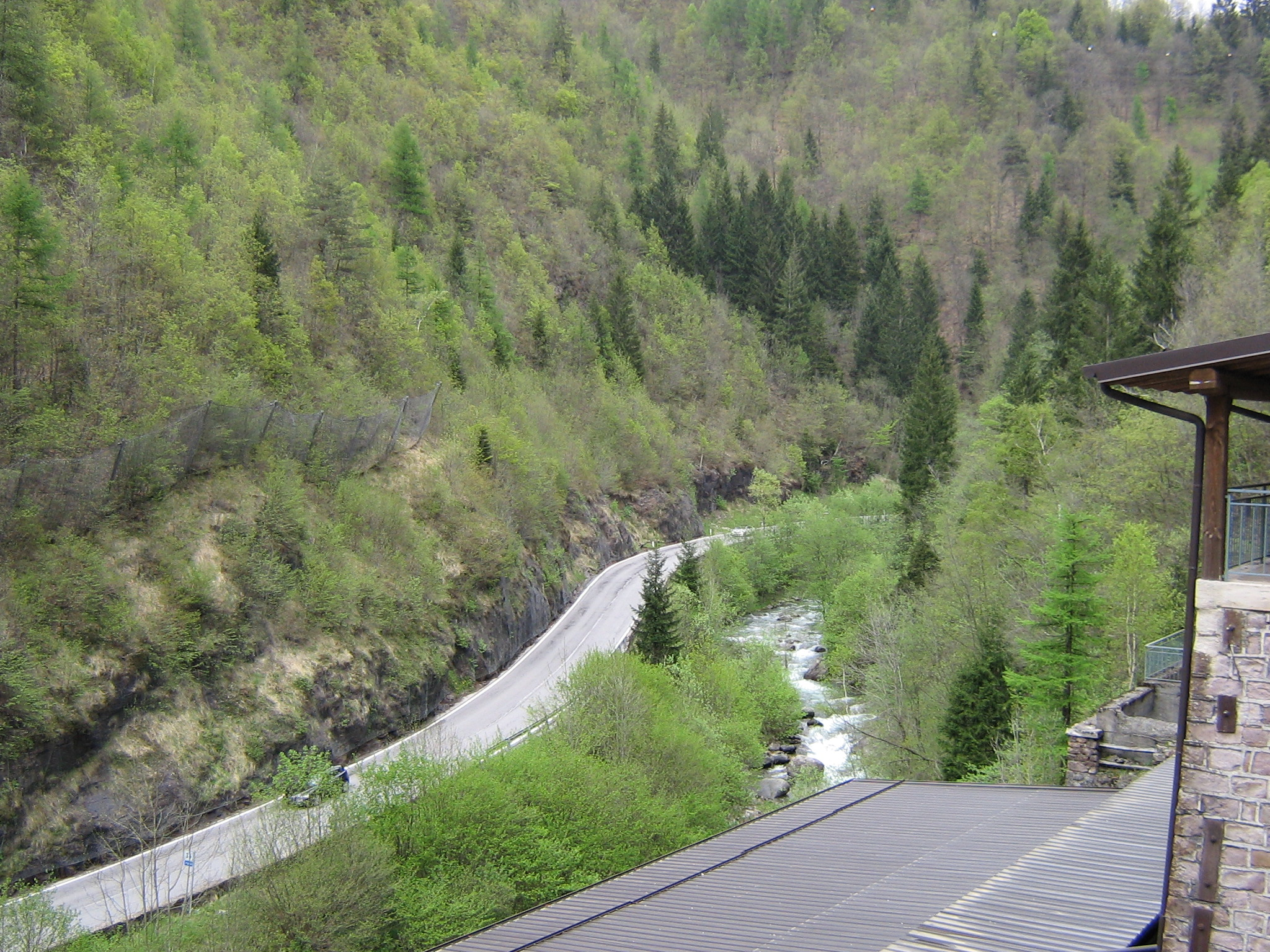
La strada nelle vicinanze di Collio corre adiacente al fiume Mella.

Pochi chilometri dopo il passo del Maniva, in località Dosso dei Galli, la strada si restringe ulteriormente e inizia un tratto non asfaltato di circa 7 km che conduce al passo del Crocedomini. Al passo vi è l'innesto con la ex strada statale 669 del Passo di Crocedomini che conduce al Lago d'Idro (innesto con la ex strada statale 237 del Caffaro) in Val Sabbia. La SP BS 345 prosegue invece discendendo a Breno, in Val Camonica, per poi proseguire verso Cividate Camuno, dove termina innestandosi nella strada statale 42 del Tonale e della Mendola.
Altre provinciali incrociate:
- a Concesio (all'altezza di via della Stella) la SP 19 Concesio -  Capriano del Colle (che prosegue come raccordo autostradale A21 racc);
- a Ponte Zanano (frazione settentrionale di Sarezzo) la SP 48 Iseo - Polaveno (che conduce in Franciacorta, Lago di Iseo e in Valle Camonica);
- a Brozzo (frazione settentrionale di Marcheno) la SP III Brozzo - Nozza (che conduce in Val Sabbia passando per Lodrino, e nella zona del Lago d'Idro);
- a Tavernole la SP 50 Tavernole - Nozza (che conduce in Val Sabbia passando per Marmentino).

Seppur strada comunale si segnala il percorso che, salendo al Colle di San Zeno, collega Pezzaze
a Pisogne (in Val Camonica).
A seguito delle nevicate invernali, il tratto compreso tra la località Bonardi (2 chilometri circa dopo il Passo Maniva) e la località Bazena (3 chilometri sotto il passo di Crocedomini verso Breno), è normalmente chiuso al traffico, solitamente dalla fine del mese di ottobre (a meno di grandi nevicate precedenti). La riapertura avviene solitamente entro la fine di maggio. Fino a quando la stazione Nato con i ripetitori di stanza al Dosso dei Galli era operativa (1992), la provinciale rimaneva sgombra dalla neve e aperta sino a questa località.